# روبرتو بارا ساندوفال
روبرتو بارا ساندوفال (بالإسبانية: Roberto Parra Sandoval)‏ هو موسيقي ومغن مؤلف وعازف قيثارة تشيلي، ولد في 29 يونيو 1921، وتوفي في 21 أبريل 1995.

## وصلات خارجية
- روبرتو بارا ساندوبال على موقع ميوزك برينز (الإنجليزية)
- روبرتو بارا ساندوبال على موقع ديسكوغز (الإنجليزية)